# الوین مامیشزادا
الوین مامیشزادا (ترکی آذربایجانی: Elvin Məmişzadə؛ زادهٔ ۱۷ دسامبر ۱۹۹۱) بوکسور اهل جمهوری آذربایجان است.